# NGC 4343
NGC 4343 ist eine Spiralgalaxie mit aktivem Galaxienkern vom Hubble-Typ Sb im Sternbild Jungfrau auf der Ekliptik. 
Sie ist schätzungsweise 42 Millionen Lichtjahre von der Milchstraße entfernt und hat einen Durchmesser von etwa 30.000 Lj. Unter der Katalogbezeichnung VCC 656 wird sie als Mitglied des Virgo-Galaxienhaufens aufgeführt. 

Im selben Himmelsareal befinden sich u. a. die Galaxien NGC 4341, NGC 4342, IC 3256, IC 3267.
Das Objekt wurde am 13. April 1784 von dem Astronomen William Herschel mithilfe seines 18,7 Zoll-Spiegelteleskops entdeckt.